# Нова-Лузитания
Нова-Лузитания (порт. Nova Luzitânia) — муниципалитет в Бразилии, входит в штат Сан-Паулу. Составная часть мезорегиона Сан-Жозе-ду-Риу-Прету. Входит в экономико-статистический микрорегион Аурифлама. Население составляет 2825 человек на 2006 год. Занимает площадь 73,978 км². Плотность населения — 38,2 чел./км².

## Статистика
- Валовой внутренний продукт на 2003 составляет 20 368 222,00 реала (данные: Бразильский институт географии и статистики).
- Валовой внутренний продукт на душу населения на 2003 составляет 7300,44 реала (данные: Бразильский институт географии и статистики).
- Индекс развития человеческого потенциала на 2000 составляет 0,740 (данные: Программа развития ООН).